# Torneo di Wimbledon 1969
Il Torneo di Wimbledon 1969 è stata l'83ª edizione del Torneo di Wimbledon e terza prova stagionale dello Slam per il 1969. Si è giocato sui campi in erba dell'All England Lawn Tennis and Croquet Club di Wimbledon a Londra, in Gran Bretagna, dal 22 giugno al 5 luglio 1969.

## Risultati

### Singolare maschile
Rod Laver ha battuto in finale  John Newcombe con il punteggio di 6–4, 5–7, 6–4, 6–4.

### Singolare femminile
Ann Haydon-Jones ha battuto in finale  Billie Jean King con il punteggio di 3–6, 6–3, 6–2.

### Doppio maschile
John Newcombe /  Tony Roche hanno battuto in finale  Tom Okker /  Marty Riessen con il punteggio di 7–5, 11–9, 6–3.

### Doppio femminile
Margaret Smith Court /  Judy Tegart Dalton hanno battuto in finale  Patti Hogan /  Peggy Michel con il punteggio di 9–7, 6–2.

### Doppio misto
Fred Stolle /  Ann Haydon-Jones hanno battuto in finale  Tony Roche /  Judy Tegart Dalton con il punteggio di 6–2, 6–3.

## Junior

### Singolare ragazzi
Byron Bertram ha battuto in finale  John Alexander con il punteggio di 7–5, 5–7, 6–4.

### Singolare ragazze
Kazuko Sawamatsu ha battuto in finale  Brenda Kirk con il punteggio di 6–1, 1–6, 7–5.